# Pleumeleuc
Pleumeleuc (tiếng Breton: Pleveleg, Gallo: Ploemenoec) là một xã của tỉnh Ille-et-Vilaine, thuộc vùng Bretagne, miền tây bắc nước Pháp.

## Dân số
Người dân ở Pleumeleuc được gọi là Pleumeuleucois.
As of the census of 1999, the town had a population of 2.128.
The estimation for 2006 was 2.376.